# Étang-sur-Arroux
Étang-sur-Arroux – miejscowość i gmina we Francji, w regionie Burgundia-Franche-Comté, w departamencie Saona i Loara.
Według danych na rok 1990 gminę zamieszkiwało 1835 osób, a gęstość zaludnienia wynosiła 53 osoby/km² (wśród 2044 gmin Burgundii Étang-sur-Arroux plasuje się na 112. miejscu pod względem liczby ludności, natomiast pod względem powierzchni na miejscu 118.).